# Oncideres modesta
Oncideres modesta är en skalbaggsart som beskrevs av Dillon 1946. Oncideres modesta ingår i släktet Oncideres och familjen långhorningar. Inga underarter finns listade i Catalogue of Life.